# Gutiérrez
Gutiérrez là một khu tự quản thuộc tỉnh Cundinamarca, Colombia. Thủ phủ của khu tự quản Gutiérrez đóng tại Gutiérrez Khu tự quản Gutiérrez có diện tích ki lô mét vuông. Đến thời điểm ngày 28 tháng 5 năm 2005, khu tự quản Gutiérrez có dân số 3206 người.